# A Dél-afrikai Unió az 1960. évi téli olimpiai játékokon
A Dél-afrikai Unió az egyesült államokbeli Squaw Valleyben megrendezett 1960. évi téli olimpiai játékok egyik részt vevő nemzete volt. Az országot az olimpián 1 sportágban 4 sportoló képviselte, akik érmet nem szereztek. A Dél-afrikai Unió (mai nevén Dél-afrikai Köztársaság) először vett részt a téli olimpiai játékokon. Ez volt az első alkalom, hogy afrikai ország vett részt a téli olimpián.

## Műkorcsolya
| Versenyző                    | Versenyszám | Kötelező elemek   | Kötelező elemek | Kűr               | Kűr   | Összesítés                     | Összesítés                     | Összesítés                     | Összesítés                     | Összesítés                     | Összesítés                     | Összesítés                     | Összesítés                     | Összesítés                     | Összesítés        | Összesítés        | Összesítés  | Összesítés | Összesítés |
| Versenyző                    | Versenyszám | Kötelező elemek   | Kötelező elemek | Kűr               | Kűr   | Helyezési pontszámok bírónként | Helyezési pontszámok bírónként | Helyezési pontszámok bírónként | Helyezési pontszámok bírónként | Helyezési pontszámok bírónként | Helyezési pontszámok bírónként | Helyezési pontszámok bírónként | Helyezési pontszámok bírónként | Helyezési pontszámok bírónként | Több. hely. száma | Több. hely. össz. | Hely. össz. | Pont       | Helyezés   |
| Versenyző                    | Versenyszám | Több. hely. száma | Hely.           | Több. hely. száma | Hely. | 1                              | 2                              | 3                              | 4                              | 5                              | 6                              | 7                              | 8                              | 9                              | Több. hely. száma | Több. hely. össz. | Hely. össz. | Pont       | Helyezés   |
| ---------------------------- | ----------- | ----------------- | --------------- | ----------------- | ----- | ------------------------------ | ------------------------------ | ------------------------------ | ------------------------------ | ------------------------------ | ------------------------------ | ------------------------------ | ------------------------------ | ------------------------------ | ----------------- | ----------------- | ----------- | ---------- | ---------- |
| Marion Sage                  | Női egyéni  | 5×24+             | 24.             | 8×23+             | 23.   | 23,0                           | 24,0                           | 23,0                           | 23,0                           | 23,0                           | 24,0                           | 23,0                           | 23,0                           | 24,0                           | 6×23+             | 138,0             | 210,0       | 1000,9     | 23.        |
| Patricia Eastwood            | Női egyéni  | 8×23+             | 23.             | 6×25+             | 25.   | 25,0                           | 23,0                           | 25,0                           | 26,0                           | 25,0                           | 23,0                           | 25,0                           | 24,0                           | 23,0                           | 8×25+             | 193,0             | 219,0       | 970,8      | 25.        |
| Marcelle Matthews Gwyn Jones | Páros       |                   |                 |                   |       | 13,0                           | 12,0                           | 9,5                            | 13,0                           | 12,0                           | 13,0                           | 13,0                           |                                |                                | 7×13+             | 85,5              | 85,5        | 63,6       | 13.        |